# Primeira travessia aérea do Atlântico Sul

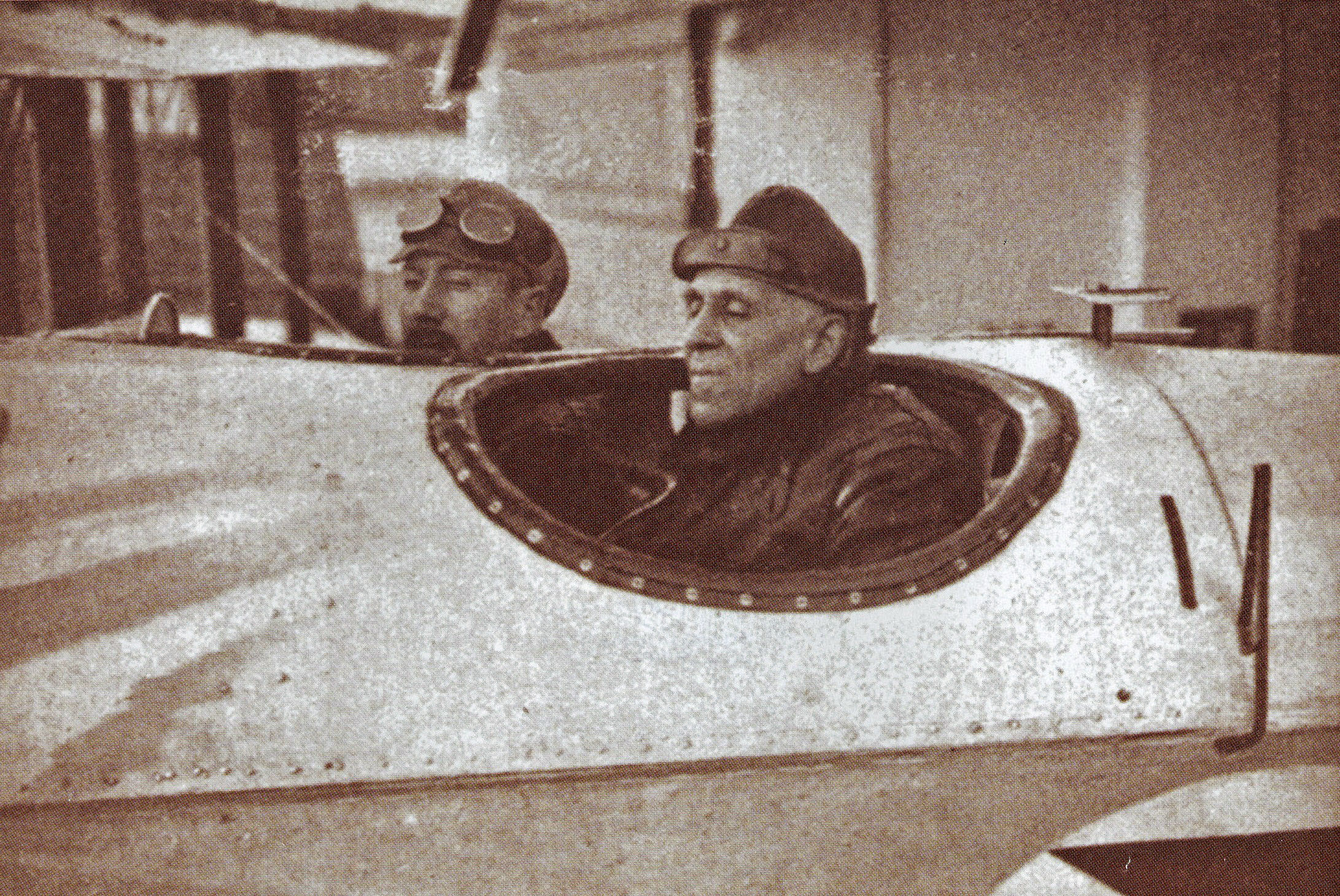
Gago Coutinho (dir.) e Sacadura Cabral (esq.) a bordo do "Lusitânia", 1922

Rota da primeira travessia aérea do Atlântico Sul

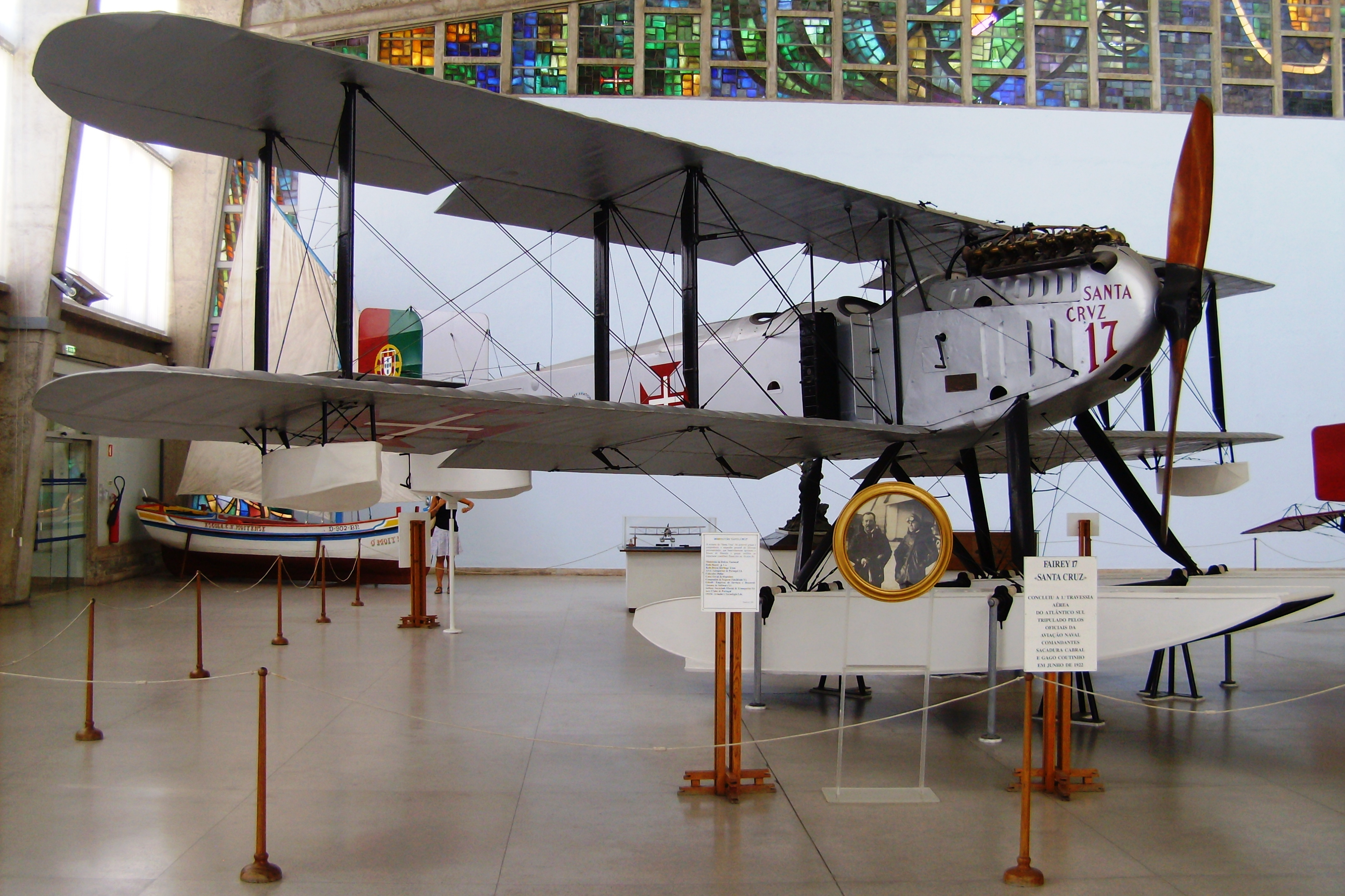
Hidroavião Fairey F III-D nº 17 "Santa Cruz" (Museu de Marinha de Lisboa)

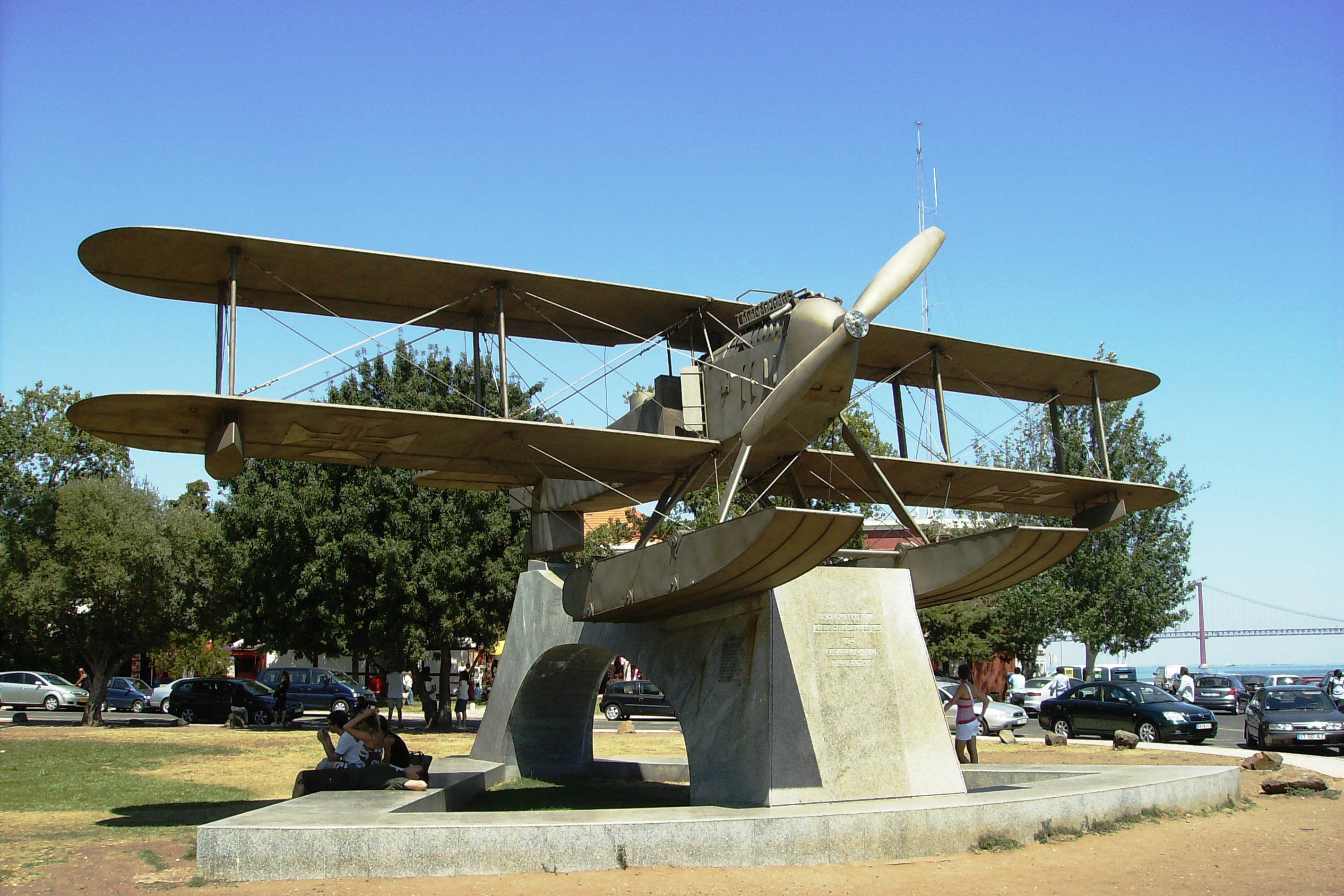
Homenagem à travessia: réplica em aço do "Santa Cruz" (Belém, Lisboa)

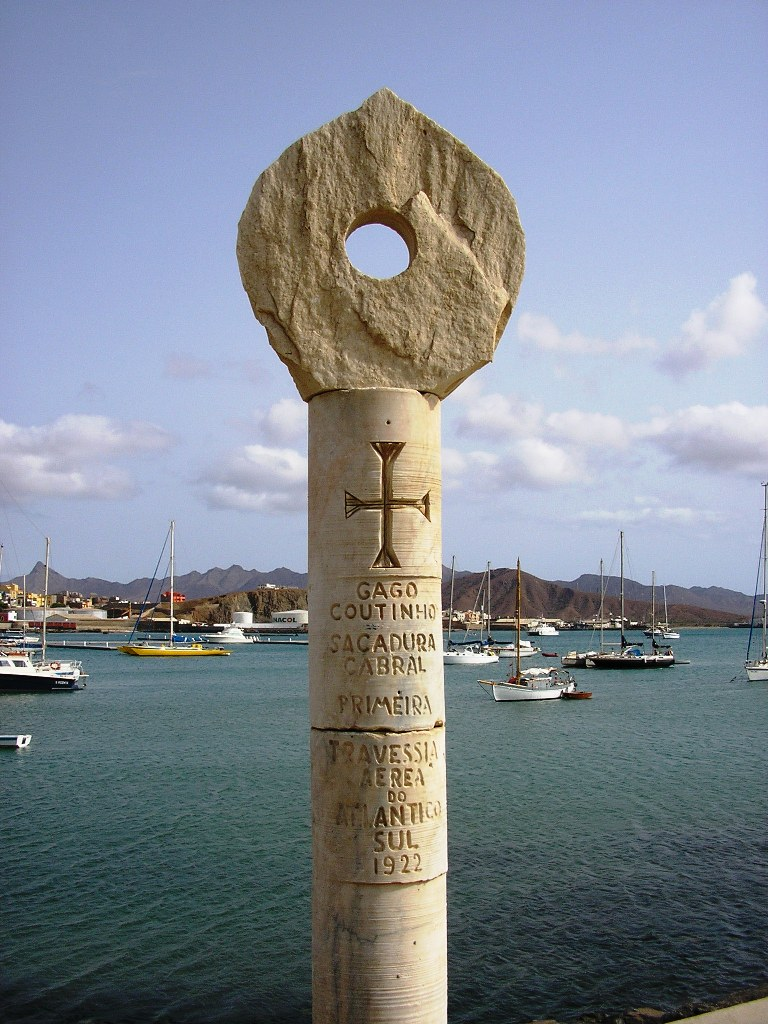
Monumento de Cutileiro na cidade do Mindelo, ilha de São Vicente, Cabo Verde

A primeira travessia aérea do Atlântico Sul foi concluída com sucesso pelos aeronautas portugueses Gago Coutinho e Sacadura Cabral, em 1922, no contexto das comemorações do Primeiro Centenário da Independência do Brasil.

## História
A épica viagem iniciou-se em Lisboa, às 7h00 (hora GMT) de 30 de março de 1922, empregando um hidroavião monomotor Fairey F III-D MkII, especialmente concebido para a viagem, equipado com motor Rolls-Royce e batizado Lusitânia. Sacadura Cabral exercia as funções de piloto e Gago Coutinho as de navegador. Este último havia criado, e empregaria durante a viagem, um horizonte artificial adaptado a um sextante, a fim de medir a altura dos astros, invenção que revolucionou a navegação aérea à época.
A primeira etapa da viagem foi concluída, no mesmo dia, sem incidentes em Las Palmas, nas Ilhas Canárias, embora tenha sido notado, por ambos, um excessivo consumo de combustível.
No dia 5 de abril, partiram rumo à Ilha de São Vicente, no Arquipélago de Cabo Verde, cobrindo 850 milhas. Lá se demoraram até 17 de abril para reparos no hidroavião — que fazia água nos flutuadores —, tendo partido das águas do porto da Praia, na Ilha de Santiago, rumo ao Arquipélago de São Pedro e São Paulo, em águas brasileiras, onde amararam, sem o auxílio do vento, no dia 18. O mar revolto naquele ponto, entretanto, causou danos ao Lusitânia, que perdeu um dos flutuadores. Os aeronautas foram recolhidos por um Cruzador da Marinha Portuguesa, que os conduziu a Fernando de Noronha. Apesar de exaustos pelo voo de 1 700 quilômetros e pelo pouso acidentado, comemoraram o achamento, com precisão, daqueles rochedos em pleno Atlântico Sul, apenas com o recurso do método de navegação astronômica criado por Gago Coutinho.
Com a opinião pública portuguesa e brasileira envolvida no feito, o Governo Português enviou outro hidroavião Fairey, batizado como Pátria, a partir de Fernando de Noronha, pelo navio brasileiro Bagé, que chegou no dia 6 de maio. Tendo o hidroavião sido desembarcado, montado e revisado, a 11 de maio decolaram de Noronha. Entretanto, nova fatalidade acometeu os aeronautas, quando, tendo retornado e sobrevoando o arquipélago de São Pedro e São Paulo para reiniciar o trecho interrompido, uma pane no motor obrigou-os a amarar de emergência, tendo permanecido nove horas como náufragos, até serem resgatados por um cargueiro inglês - o Paris City, em trânsito na região.
Reconduzidos a Fernando de Noronha, aguardaram até 5 de junho, quando lhes foi enviado um novo Fairey F III-D (o n.° 17), batizado pela esposa do então Presidente do Brasil, Epitácio Pessoa (1919-1922), como Santa Cruz. Transportado de Portugal pelo navio Carvalho Araújo foi posto na água do Arquipélago de São Pedro e São Paulo, tendo levantado voo rumo a Recife, fazendo escalas em Salvador, Porto Seguro, Vitória e dali para o Rio de Janeiro, então Capital Federal, onde, a 17 de junho de 1922 amarou em frente à Ilha das Enxadas, nas águas da baía de Guanabara.
Aclamados entusiasticamente como heróis em todas as cidades brasileiras onde amerisaram, os aeronautas haviam concluído com êxito não apenas a primeira travessia do Atlântico Sul, mas pela primeira vez na História da Aviação, tinha-se viajado sobre o Oceano Atlântico apenas com o auxílio da navegação astronômica a partir do aeroplano.
Embora a viagem tenha consumido setenta e nove dias, o tempo de voo foi de apenas sessenta e duas horas e vinte e seis minutos, tendo percorrido um total de 8 383 quilómetros. A viagem serviu de inspiração para os raides posteriores de Sarmento de Beires, João Ribeiro de Barros e de Charles Lindbergh, todas em 1927.

## Características do Santa Cruz
- Material: madeira, revestida em tela
- Comprimento: 10,92 metros
- Envergadura: 14,05 metros
- Altura: 3,70 metros
- Peso vazio: 1 800 quilogramas
- Peso equipado: 2 500 quilogramas
- Velocidade de cruzeiro: 115 quilómetros/hora